# 446
446 (CDXLVI) fue un año común comenzado en martes del calendario juliano, en vigor en aquella fecha.
En el Imperio romano, el año fue nombrado el del consulado de Aecio y Simaco, o menos comúnmente, como el 1199 Ab urbe condita, adquiriendo su denominación como 446 a principios de la Edad Media, al establecerse el anno Domini.

## Acontecimientos
- Desde este año hasta 458 se produce la hegemonía de los suevos en el Oeste de la península ibérica.[1]

## Fallecimientos
- Proclo, Patriarca de Constantinopla.